# Фосс, Вернер
Вернер Фосс (нем. Werner Voß; 13 апреля 1897 — 23 сентября 1917) — германский лётчик-истребитель, один из лучших асов Первой мировой войны с 48-ю сбитыми самолётами противника, занимающий 4-е место среди германских асов Первой мировой войны .

## Биография

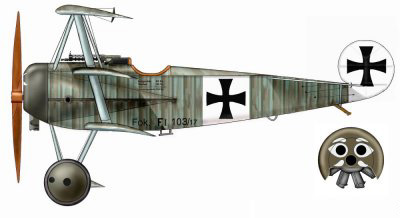
Самолёт Фосса Fokker Dr.I

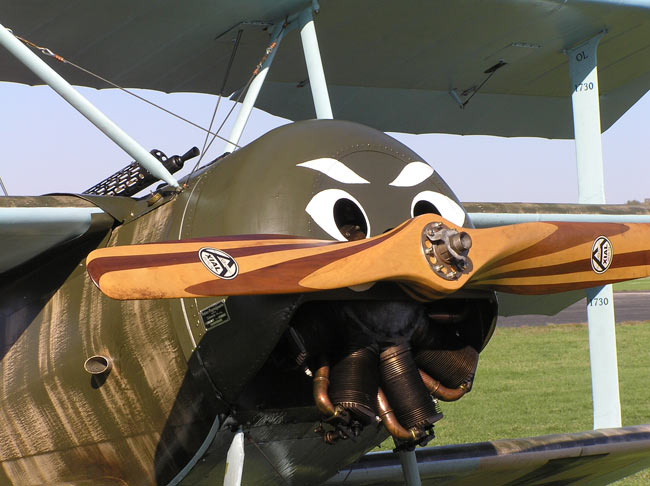
Раскраска самолёта Фосса (реплика)

Вернер Фосс родился 13 Апреля 1897 года в Крефельде, недалеко от Дюссельдорфа, в доме своих родителей, дочери пастора и хозяина небольшой дегтярной фабрики на Блюментштрассе, дом 75. Вместе со своими двумя братьями учился в ремесленной гимназии в Крефельде. С началом войны в возрасте 17-ти лет добровольно записался во 2-й Вестфальский гусарский полк, с которым убыл на фронт. Проявил себя в боях, заслужив Железный крест 2-го класса. Был произведён в ефрейторы.
В августе 1915 года перешёл в авиацию и сразу же был произведён в унтер-офицеры. Был направлен в лётную школу в Кёльн. В школе проявился талант лётчика. После окончания школы в феврале 1916 г. Вернер Фосс был назначен воздушным наблюдателем. После нескольких недель добился переучивания на специальность лётчика в марте 1916 года. Окончил курсы переучивания летом 1916 года и был направлен в KG 4 (Staffel 20), став пилотом бомбардировщика. Принимал участие в Битве под Верденом. В ноябре 1916 года присвоено звание лейтенанта.
21-го ноября Фосс добился перевода в истребительную авиацию, в знаменитую в 2-ю авиационную эскадрилью «Бёльке» 1-й эскадры (Jasta 2, Jagdgeschwader 1 (JG I), летавшую на новейших Альбатросах D.II.
Уже 27 ноября 1916 года Фосс одержал первую победу, сбив сразу 2 вражеских самолёта в одном бою, а 30 ноября уничтожил ещё один аэроплан. 1-го и 4-го февраля 1917 года Фосс сбил ещё 2 самолёта, став самым молодым асом германской авиации.
К концу февраля Вернер Фосс имел уже 11 побед в воздушных боях, а к концу марта — 22 победы. В день своего 20-летия он одержал 24-ю победу. За столь стремительное вхождение в ряды авангарда кайзеровских воздушных асов Фосс представлен 17 марта к королевскому ордену Дома Гогенцоллернов, а 8 апреля 1917 года к высшей награде лётчиков — ордену Pour le Mérite.
Фосс летал на бипланах Albatros D.III, украшенных свастикой в ореоле Лаврового венка и красным сердцем на фюзеляже. Позже на носу его самолёта Fokker Dr.I было изображено разукрашенное лицо.
Находясь в Jagdstaffel 2, Фосс довёл число своих побед до 28-ми. В мае 1917 года, находясь уже в составе Jasta 5, довёл число побед до 34-х. В июле 1917 года был назначен исполняющим обязанности командира Jasta 29, а затем в Jasta 14. В конце июля 1917 года Фосс был назначен командиром Jasta 10, приняв дела у Эрнста фон Альтхауса (нем. Ernst Freiherr von Althaus). Jasta 10 находилась в Фалемпин (Phalempin) у Лилля и входила в состав JG-1 Манфреда фон Рихтгофена.
Всего Вернер Фосс одержал 48 побед в воздушных боях, из них 22 за последние три недели своей жизни.
В августе JG-1 получила два опытных экземпляра Fokker Dr.I (Fokker FI 103/17). Один из них был передан Фоссу, другой Манфреду фон Рихтгофену. Фосс очень высоко отзывался о лётных качествах этого триплана. Всего на этом аэроплане им было сбито 10 самолётов противника. 22 сентября 1917 года Фосс вместе с Энтони Фоккером ((нидерл. Anton Herman Gerard "Anthony" Fokker) в Берлине в отеле Бристоль сутки праздновал блестящее изобретение Фоккера — триплан Fokker Dr.I. На следующий день Вернер Фосс погиб в воздушном бою. Около полудня он одержал свою 48-ю победу, сбив бомбардировщик.
Вечером, выполняя очередное задание, Фосс, производя атаку британского истребителя SE-5 над линией фронта, был внезапно атакован группой из 6-ти истребителей 56-го эскадрона, которую вёл известный британский ас Джеймс Маккадден. Будучи в твёрдой уверенности в том, что он одержит победу, Вернер Фосс принял воздушный бой. В этом бою он повредил четыре самолёта противника, а самолёт ведущего группы — Джеймса Маккаддена, превратил в решето, после чего тот произвёл вынужденную посадку. Однако, лейтенант Артур Рис-Девис выполнил атаку снизу и очередью из пулемёта прошил обшивку триплана Фосса, повредив при этом мотор. Мотор заглох, и Фосс стал готовиться к вынужденной посадке. Однако, британцы расстреляли весь свой боекомплект со всех оставшихся пяти самолётов по неуправляемому самолёту Фосса. Сбитый самолёт рухнул на землю за линией британских окопов. Когда английские пехотинцы подбежали к месту падения, они обнаружили в груде обломков бездыханное тело немецкого лётчика.

Я наблюдал вращение самолёта, а потом увидел его падающим с довольно крутым углом вниз со свистом. В момент столкновения с землёй, машина разлетелась на тысячу кусков, казалось, буквально превратился в пыль… Пока я жив, я буду с восхищением вспоминать этого немецкого лётчика, который в течение десяти минут один боролся против семи, при этом подбив каждую нашу машину. Его мастерство прекрасно, а его мужество поражает. Я твёрдо убеждён в том, что он самый храбрый немецкий лётчик, с которым я когда-либо вёл воздушный бой— Джеймс Маккадден
На помощь Фоссу поспешил Карл Менкхофф на самолёте Albatros D.III, но был также сбит в воздушном бою лейтенантом Артуром Рис-Девисом, после приземления спасся.
Вернер Фосс похоронен на Немецком солдатском кладбище в городе Лангемарк (Западная Фландрия).
Манфред фон Рихтгофен, Освальд Бёлке, Макс Иммельман, Карл Эмиль Шефер и Йозеф Якобс считали Вернера Фосса самым выдающимся немецким асом Первой мировой войны. Вернер Фосс был истребителем всего 10 месяцев. Однако за это время он успел одержать 48 побед, выйдя по результативности на второе место после знаменитого Манфреда фон Рихтгофена. Только после его смерти вперёд вышли Эрнст Удет и Эрих Ловенхардт, отодвинувшие погибшего Фосса на четвёртое место в списке самых результативных асов Германии.

## Память
- На доме в Крефельде, где родился Фосс, установлена мемориальная доска. Дом во время налёта союзников во время Второй мировой войны в 1943 году был уничтожен. На земельном участке, где стоял дом, владелец фирмы в 1980-х годах вновь установил мемориальную доску.
- Именем Фосса названа улица: ВернерВоссштрассе (Werner-Voß-Straße) в городе Крефельд, недалеко от бывшего аэродрома.

## Награды
- Железный крест (1914) 2-го и 1-го класса (Королевство Пруссия)
- Королевский орден Дома Гогенцоллернов рыцарский крест с мечами (17 марта 1917) (Королевство Пруссия)
- Орден «Pour le Mérite» (08 апреля 1917) (Королевство Пруссия)
- Знак военного летчика (Королевство Пруссия)